# Blaibach
Blaibach (Bắc Bayern: Bloaba) là một xã nằm ở huyện Cham, thuộc bang Bayern ở Đức.